# The Beloved Vagabond (1923)
The Beloved Vagabond é um filme mudo de drama romântico britânico de 1923, dirigido por Fred LeRoy Granville e estrelado por Carlyle Blackwell, Madge Stuart, Jessie Matthews e Phyllis Titmuss.
Foi baseado no romance The Beloved Vagabond, de William John Locke.

## Sinopse
O rico Gaston de Nerac (Blackwell) decide viver como um vagabundo, até que ele se apaixona.[carece de fontes?]

## Elenco
- Carlyle Blackwell - Gaston de Nerac / Paragot
- Madge Stuart - Blanquette
- Phyllis Titmuss - Joanna Rushworth
- Sydney Fairbrother - Sra. Smith
- Albert Chase - Asticot
- Owen Roughwood - Condado de Verneuil
- Hubert Carter - DuBosc
- Cameron Carr - Bradshaw
- Irene Tripod - Madame Bain
- Ernest Hilliard - Major Walters
- Alfred Wood - Sr. Rashworth
- Emilie Nichol - Sra. Rushworth
- Jessie Matthews - Pan